# Цветкова, Альбина Александровна
Альби́на Алекса́ндровна Цветко́ва (до 1955 — Ипполи́това) (21 июня 1931 — ?) — советская волейболистка, игрок сборной СССР (1951). Чемпионка Европы 1951. Нападающая. Мастер спорта СССР (1951).
В 1949—1961 выступала за команду «Медик»/«Буревестник»/СКИФ (Ленинград). Бронзовый призёр чемпионата СССР 1953. В составе сборной Ленинграда бронзовый призёр Спартакиады народов СССР и первенства СССР 1956 года.
В составе сборной СССР в 1951 году стала чемпионкой Европы.
После окончания игровой карьеры работала педагогом.